# Sarah McLachlan
Sarah Ann McLachlan (født d. 28 januar 1968) er en canadisk musiker, sanger og sangskriver.
Hun har solgt over 40 millioner albums. Hendes bedst sælgende album er Surfacing, som hun vandt to Grammy Awards for og otte Juno Awards.

## Biografi
Hun blev født i 1968 og adopteret i Halifax, Nova Scotia. Som barn spillede hun klaver, guitar og tog sangtimer.
Som 17-årig var hun forsanger for et lokalt rockband ved navn The October Game. Under en koncert med bandet blev hun tilbudt en pladekontrakt med det uafhængige pladeselskab Nettwerk. Hendes forældre overtalte hende til at gøre studierne færdige før hun forsøgte sig som sanger, og der gik således 2 år før hun skrev kontrakt med Nettwerk.
I 1997 giftede hun sig med sin trommeslager Ashwin Sood på Jamaica. I december 2001 døde hendes mor af kræft, mens Sarah selv var gravid. D. 6. april 2002 fødte hun sin første datter, Ann Sushil Sood. På dette tidspunkt var hun færdig med 3/4 af indspilningerne til Afterglow. D. 24. juni 2007 fik hun sin anden datter, som hun gav navnet Taja Summer Sood. Ashwin og Sarah blev separeret i september 2008.

## Karriere
Hendes første album Touch (1988) blev en stor succes. Det næste album Solace blev hendes gennembrud i hjemlandet Canada, og det var også starten på hendes samarbejde med Pierre Marchand, som har produceret alle hendes album siden da.
CD'en Fumbling Towards Ecstasy blev øjeblikkeligt en succes i Canada og banede gennem de næste to år vejen for hendes internationale gennembrud.
I 1997 udkom hun med albummet Surfacing, der er hendes, til dato, bedst sælgende ablum med over 11 millioner solgte eksemplarer. Den sidste single, "Angel", fra albummet satte virkelig gang i salget af CD'en. Sangen, der er inspireret af den overdosis som Jonathan Melvoin fra bandet Smashing Pumpkins døde af, blev brugt i filmen City of Angels og nåede nummer 1 på Billboards albumhitliste. Selv 5 måneder efter filmen var stoppet med at køre i biografen, var City of Angels: Music from the Motion Picture på Billboards top 40 albums.
I 2003 vendte Sarah McLachlan tilbage med albummet Afterglow, der indeholder singlerne "Fallen", "Stupid" og "World on Fire". I stedet for at lave en konventionel musikvideo til "World on Fire" donerede McLachlan alt undtagen $15 af det $150.000 store budget til forskellige velgørenhedsorganisationer og brugte videoen til at forklare, hvordan det hjalp de samfund der modtog pengene.
Hendes seneste album Wintersong udkom i oktober 2006, og nåede op på nummer 7 på Billboard 200, og solgte omkring 20.000 eksemplarer den første uge. Siden har det solgt over 1,1 millioner eksemplarer over hele kloden.
Hun medvirker sammen med mange andre kunstnere på nummeret "Sing" fra Annie Lennox' album Songs of Mass Destruction fra 2007.

## Diskografi

### Studiealbum
- Touch (1988)
- Solace (1991)
- Fumbling Towards Ecstasy (1993)
- Surfacing (1997)
- Afterglow (2003)
- Wintersong (2006)
- Laws of Illusion (2010)
- Shine On (2014)
- Wonderland (2016)